# Società Sportiva Calcio Napoli 1992-1993
Questa voce raccoglie le informazioni riguardanti la Società Sportiva Calcio Napoli nelle competizioni ufficiali della stagione 1992-1993.

## Stagione

Una fase della sfida interna del 21 ottobre 1992 contro il, andata dei sedicesimi di Coppa UEFA.

Nella stagione 1992-1993 Ferlaino conferma Claudio Ranieri come tecnico, e rinforza la squadra acquistando dal Cagliari Daniel Fonseca, affiancato in attacco all'altro sudamericano Careca. Rimpolpa poi il centrocampo con lo svedese Thern e Roberto Policano; Alemao fu inoltre ceduto all'Atalanta e al suo posto ingaggiato Fausto Pari, proveniente dalla Sampdoria. Dalla Roma fu prelevato infine Sebastiano Nela, mentre lasciò Napoli l'"incompreso" Blanc.
L'attacco della squadra mantenne le aspettative, Fonseca realizzò 16 reti – compresa una cinquina in Coppa UEFA contro il Valencia – e Zola 12, mentre calò il rendimento di Careca (7 gol) avviato ormai al tramonto della sua carriera. Ciò nonostante, vero punto debole della squadra risultò essere una difesa che si rivelò troppo perforabile nonché un po' attempata (Francini e Corradini); troppi furono i gol subiti da Giovanni Galli. Ranieri infilò un inizio disastroso con cinque sconfitte in nove partite, e uscì dall'UEFA eliminato dal Paris Saint-Germain; Ferlaino lo esonerò richiamando Ottavio Bianchi che faticò non poco a risollevare la squadra, riuscendo infine a salvarla dalla retrocessione per due soli punti, grazie a una serie di otto risultati utili consecutivi nel girone di ritorno (tre vittorie e cinque pareggi).
Ma il Napoli, ormai, non batteva più le "grandi"; Ferlaino deluso, a fine anno decise di lasciare la presidenza al consigliere Ellenio Gallo, imponendo tuttavia Bianchi come general manager. L'undicesimo posto ottenuto in Serie A rappresentò l'inizio di una vera crisi economica: sulla società partenopea incombevano pesanti debiti, e il futuro cominciò a delinearsi incerto.

## Divise e sponsor

Il neoacquisto Jonas Thern (a destra) in azione nella trasferta di Brescia con la terza divisa rossa

Lo sponsor ufficiale è Voiello, mentre il fornitore tecnico è Umbro.
| Casa | Trasferta | Terza divisa |  |

## Organigramma societario
Area direttiva
- Presidente: Corrado Ferlaino

Area tecnica
- Allenatore: Claudio Ranieri, poi Ottavio Bianchi dalla 10ª giornata
- Direttore Sportivo: Giorgio Perinetti

- Segretario Generale:

```
 dott. Giuseppe Iodice
```

## Rosa

Il neoacquisto Daniel Fonseca, migliore marcatore stagionale degli azzurri con 24 gol

| N. |                   | Ruolo | Calciatore              |
| -- | ----------------- | ----- | ----------------------- |
|    | Italia (bandiera) | P     | Giovanni Galli          |
|    | Italia (bandiera) | P     | Gianni Marco Sansonetti |
|    | Italia (bandiera) | D     | Fabio Cannavaro         |
|    | Italia (bandiera) | D     | Carlo Cornacchia        |
|    | Italia (bandiera) | D     | Giancarlo Corradini     |
|    | Italia (bandiera) | D     | Gaetano De Rosa         |
|    | Italia (bandiera) | D     | Ciro Ferrara (capitano) |
|    | Italia (bandiera) | D     | Giovanni Francini       |
|    | Italia (bandiera) | D     | Sebastiano Nela         |
|    | Italia (bandiera) | D     | Fausto Pari             |
|    | Italia (bandiera) | D     | Massimo Tarantino       |
|    | Italia (bandiera) | D     | Roberto Vezzosi         |
|    | Italia (bandiera) | D     | Paolo Ziliani           |

| N. |                    | Ruolo | Calciatore        |
| -- | ------------------ | ----- | ----------------- |
|    | Italia (bandiera)  | C     | Luca Altomare     |
|    | Italia (bandiera)  | C     | Angelo Carbone    |
|    | Italia (bandiera)  | C     | Massimo Crippa    |
|    | Italia (bandiera)  | C     | Roberto Policano  |
|    | Italia (bandiera)  | C     | Massimo Mauro     |
|    | Svezia (bandiera)  | C     | Jonas Thern       |
|    | Brasile (bandiera) | A     | Careca            |
|    | Italia (bandiera)  | A     | Cristian Baglieri |
|    | Italia (bandiera)  | A     | Giorgio Bresciani |
|    | Italia (bandiera)  | A     | Marco Ferrante    |
|    | Uruguay (bandiera) | A     | Daniel Fonseca    |
|    | Italia (bandiera)  | A     | Gianfranco Zola   |

## Risultati

### Serie A

#### Girone di andata
| Napoli 6 settembre 1992 1ª giornata | Napoli              | 0 – 0 referto | Brescia | Stadio San Paolo (58 421 spett.)\| Arbitro: \| Collina (Viareggio) \| |
| Arbitro:                            | Collina (Viareggio) |               |         |                                                                       |

| Arbitro: | Sguizzato (Verona) |

|                       |           |                                     |
| P. Bresciani 17’, 44’ | Marcatori | 11, 89’ Fonseca 25’ Zola 59’ Careca |

| Arbitro: | Stafoggia (Pesaro) |

|             |           |                          |
| Fonseca 84’ | Marcatori | 54’ Sammer 57’ Schillaci |

| Arbitro: | Luci (Firenze) |

|            |           |            |
| Détári 60’ | Marcatori | 5’ Fonseca |

| Arbitro: | Ceccarini (Livorno) |

|                      |           |                                    |
| Fonseca 84’ Zola 86’ | Marcatori | 5’ R. Baggio 57’ Möller 80’ Vialli |

| Arbitro: | Fabricatore (Roma) |

|                          |           |  |
| Branca 11’ Dell'Anno 49’ | Marcatori |  |

| Arbitro: | Cesari (Genova) |

|                        |           |                  |
| Fonseca 45’ Careca 46’ | Marcatori | 57’ S. Benedetti |

| Arbitro: | Baldas (Trieste) |

|                           |           |                        |
| Perrone 21’ Ganz 52’, 75’ | Marcatori | 7’ Fonseca 90’ Ferrara |

| Arbitro: | Pairetto (Nichelino) |

|          |           |                                         |
| Zola 83’ | Marcatori | 6’, 26’, 68’, 74’ Van Basten 60’ Eranio |

| Arbitro: | Beschin (Legnago) |

|                                               |           |                    |
| Ziliani 42’ (aut.) Jugović 59’ R. Mancini 77’ | Marcatori | 87’ (aut.) Mannini |

| Arbitro: | Felicani (Bologna) |

|                                       |           |              |
| Policano 19’ Zola 43’, 67’ Careca 90’ | Marcatori | 14’ Di Mauro |

| Arbitro: | Cinciripini (Ascoli Piceno) |

|                 |           |  |
| Francescoli 64’ | Marcatori |  |

| Arbitro: | Bazzoli (Merano) |

|                   |           |             |
| Skuhravý 30’, 79’ | Marcatori | 47’ Fonseca |

| Arbitro: | Cardona (Milano) |

|                  |           |  |
| Fonseca 16’, 67’ | Marcatori |  |

| Arbitro: | Cesari (Genova) |

|  |           |              |
|  | Marcatori | 13’ Policano |

| Arbitro: | Baldas (Trieste) |

|                                   |           |             |
| Crippa 29’ Fonseca 59’ Careca 70’ | Marcatori | 78’ Signori |

| Arbitro: | Collina (Viareggio) |

|              |           |             |
| Asprilla 51’ | Marcatori | 69’ Fonseca |

#### Girone di ritorno
| Arbitro: | Ceccarini (Livorno) |

|                             |           |          |
| Schenardi 55’ Răducioiu 69’ | Marcatori | 75’ Zola |

| Arbitro: | Bettin (Padova) |

|                     |           |  |
| Zola 20’ Careca 29’ | Marcatori |  |

| Milano 14 febbraio 1993 20ª giornata | Inter                | 0 – 0 referto | Napoli | Stadio Giuseppe Meazza (38 400 spett.)\| Arbitro: \| Trentalange (Torino) \| |
| Arbitro:                             | Trentalange (Torino) |               |        |                                                                              |

| Napoli 28 febbraio 1993 21ª giornata | Napoli             | 0 – 0 referto | Ancona | Stadio San Paolo (51 328 spett.)\| Arbitro: \| Fabricatore (Roma) \| |
| Arbitro:                             | Fabricatore (Roma) |               |        |                                                                      |

| Arbitro: | Bettin (Padova) |

|                                                |           |                                         |
| Di Canio 9’ Platt 16’ Ravanelli 72’ Möller 87’ | Marcatori | 51’ Zola 71’ Ferrara 80’ (rig.) Fonseca |

| Arbitro: | Bazzoli (Merano) |

|                                      |           |  |
| Ferrara 45’ Policano 53’ Fonseca 71’ | Marcatori |  |

| Arbitro: | Nicchi (Arezzo) |

|            |           |             |
| Häßler 58’ | Marcatori | 74’ Fonseca |

| Arbitro: | Pairetto (Nichelino) |

|              |           |  |
| Policano 20’ | Marcatori |  |

| Arbitro: | Beschin (Legnago) |

|                  |           |                         |
| Lentini 62’, 66’ | Marcatori | 15’ Careca 37’ Policano |

| Arbitro: | Stafoggia (Pesaro) |

|          |           |              |
| Zola 13’ | Marcatori | 26’ Lombardo |

| Arbitro: | Trentalange (Torino) |

|               |           |             |
| Batistuta 86’ | Marcatori | 25’ Fonseca |

| Arbitro: | Cesari (Genova) |

|          |           |  |
| Zola 88’ | Marcatori |  |

| Arbitro: | Sguizzato (Verona) |

|                        |           |                              |
| Careca 11’ Ferrara 38’ | Marcatori | 41’ N. Caricola 55’ Padovano |

| Arbitro: | Rosica (Roma) |

|                                  |           |  |
| Palladini 52’ Borgonovo 74’, 88’ | Marcatori |  |

| Arbitro: | Rodomonti (Teramo) |

|              |           |              |
| Policano 60’ | Marcatori | 81’ P. Poggi |

| Arbitro: | Cardona (Milano) |

|                                             |           |                                   |
| Riedle 1’, 4’ Signori 42’ (rig.) Winter 50’ | Marcatori | 10’, 61’ (rig.) Zola 47’ Francini |

| Arbitro: | Racalbuto (Gallarate) |

|              |           |           |
| Policano 22’ | Marcatori | 87’ Pizzi |

### Coppa Italia

#### Turni preliminari
| Arbitro: | Beschin (Legnago) |

|                                              |           |  |
| Ferrante 13’ Policano 50’ Fonseca 82’ (rig.) | Marcatori |  |

| Arbitro: | Cardona (Milano) |

|  |           |                                            |
|  | Marcatori | 48’ (rig.), 71’ Careca 80’ (rig.) Ferrante |

| Arbitro: | Rosica (Roma) |

|                        |           |            |
| Careca 53’ Fonseca 82’ | Marcatori | 57’ Lunini |

| Arbitro: | Felicani (Bologna) |

|  |           |                                                     |
|  | Marcatori | 12’ Francini 17’, 34’ Policano 31’ (rig.), 46’ Zola |

#### Fase finale
| Napoli 27 gennaio 1993 Ottavi di finale - Andata | Napoli         | 0 – 0 | Roma | Stadio San Paolo\| Arbitro: \| Luci (Firenze) \| |
| Arbitro:                                         | Luci (Firenze) |       |      |                                                  |

| Arbitro: | Collina (Viareggio) |

|                                     |           |  |
| A. Carnevale 10’ Hassler 71’ (rig.) | Marcatori |  |

### Coppa UEFA
| Arbitro: | Forstinger |

|             |           |                                 |
| Roberto 54’ | Marcatori | 21’, 60’, 64’, 87’, 90’ Fonseca |

| Arbitro: | Karlsson |

|            |           |  |
| Fonseca 9’ | Marcatori |  |

| Arbitro: | Assenmacher |

|  |           |               |
|  | Marcatori | 16’, 35’ Weah |

| Parigi 4 novembre 1992 Sedicesimi di finale - Ritorno | Paris Saint-Germain | 0 – 0 | Napoli | Parco dei Principi\| Arbitro: \| Worral \| |
| Arbitro:                                              | Worral              |       |        |                                            |

## Statistiche

### Statistiche di squadra
| Competizione | Punti | In casa | In casa | In casa | In casa | In casa | In casa | In trasferta | In trasferta | In trasferta | In trasferta | In trasferta | In trasferta | Totale | Totale | Totale | Totale | Totale | Totale | DR  |
| Competizione | Punti | G       | V       | N       | P       | Gf      | Gs      | G            | V            | N            | P            | Gf           | Gs           | G      | V      | N      | P      | Gf     | Gs     | DR  |
| ------------ | ----- | ------- | ------- | ------- | ------- | ------- | ------- | ------------ | ------------ | ------------ | ------------ | ------------ | ------------ | ------ | ------ | ------ | ------ | ------ | ------ | --- |
| Serie A      | 32    | 17      | 8       | 6       | 3       | 27      | 18      | 17           | 2            | 6            | 9            | 22           | 32           | 34     | 10     | 12     | 12     | 49     | 50     | -1  |
| Coppa Italia |       | 3       | 2       | 1       | 0       | 5       | 1       | 3            | 2            | 0            | 1            | 8            | 2            | 6      | 4      | 1      | 1      | 13     | 3      | +10 |
| Coppa UEFA   |       | 2       | 1       | 0       | 1       | 1       | 2       | 2            | 1            | 1            | 0            | 5            | 1            | 4      | 2      | 1      | 1      | 6      | 3      | +3  |
| Totale       |       | 22      | 11      | 7       | 4       | 33      | 21      | 22           | 5            | 7            | 10           | 35           | 35           | 44     | 16     | 14     | 14     | 68     | 56     | +12 |

### Andamento in campionato
| Giornata  | 1 | 2 | 3 | 4 | 5  | 6  | 7  | 8  | 9  | 10 | 11 | 12 | 13 | 14 | 15 | 16 | 17 | 18 | 19 | 20 | 21 | 22 | 23 | 24 | 25 | 26 | 27 | 28 | 29 | 30 | 31 | 32 | 33 | 34 |
| --------- | - | - | - | - | -- | -- | -- | -- | -- | -- | -- | -- | -- | -- | -- | -- | -- | -- | -- | -- | -- | -- | -- | -- | -- | -- | -- | -- | -- | -- | -- | -- | -- | -- |
| Luogo     | C | T | C | T | C  | T  | C  | T  | C  | T  | C  | T  | T  | C  | T  | C  | T  | T  | C  | T  | C  | T  | C  | T  | C  | T  | C  | T  | C  | C  | T  | C  | T  | C  |
| Risultato | N | V | P | N | P  | P  | V  | P  | P  | P  | V  | P  | P  | V  | V  | V  | N  | P  | V  | N  | N  | P  | V  | N  | V  | N  | N  | N  | V  | N  | P  | N  | P  | N  |
| Posizione | 6 | 2 | 8 | 7 | 10 | 14 | 10 | 13 | 14 | 16 | 16 | 16 | 16 | 16 | 15 | 12 | 12 | 15 | 11 | 11 | 11 | 12 | 11 | 11 | 11 | 11 | 11 | 11 | 10 | 10 | 10 | 10 | 12 | 11 |

Fonte: http://calcio-seriea.net/allenatori_squadra/1992/1042/
Legenda:

Luogo: C = Casa; T = Trasferta. Risultato: V = Vittoria; N = Pareggio; P = Sconfitta.

### Statistiche dei giocatori
| Giocatore     | Serie A  | Serie A | Serie A     | Serie A    | Coppa Italia | Coppa Italia | Coppa Italia | Coppa Italia | Coppa UEFA | Coppa UEFA | Coppa UEFA  | Coppa UEFA | Totale   | Totale | Totale      | Totale     |
| Giocatore     | Presenze | Reti    | Ammonizioni | Espulsioni | Presenze     | Reti         | Ammonizioni  | Espulsioni   | Presenze   | Reti       | Ammonizioni | Espulsioni | Presenze | Reti   | Ammonizioni | Espulsioni |
| ------------- | -------- | ------- | ----------- | ---------- | ------------ | ------------ | ------------ | ------------ | ---------- | ---------- | ----------- | ---------- | -------- | ------ | ----------- | ---------- |
| L. Altomare   | 14       | 0       | ?           | ?          | 3            | 0            | ?            | ?            | -          | -          | -           | -          | 17       | 0      | 0+          | 0+         |
| C. Baglieri   | 1        | 0       | ?           | ?          | 1            | 0            | ?            | ?            | -          | -          | -           | -          | 2        | 0      | 0+          | 0+         |
| G. Bresciani  | 11       | 0       | ?           | ?          | 1            | 0            | ?            | ?            | -          | -          | -           | -          | 12       | 0      | 0+          | 0+         |
| F. Cannavaro  | 2        | 0       | ?           | ?          | 1            | 0            | ?            | ?            | -          | -          | -           | -          | 3        | 0      | 0+          | 0+         |
| A. Carbone    | 27       | 0       | ?           | ?          | 4            | 0            | ?            | ?            | 3          | 0          | ?           | ?          | 34       | 0      | ?           | ?          |
| Careca        | 24       | 7       | ?           | ?          | 3            | 3            | ?            | ?            | 4          | 0          | ?           | ?          | 31       | 10     | ?           | ?          |
| C. Cornacchia | 3        | 0       | ?           | ?          | 2            | 0            | ?            | ?            | 1          | 0          | ?           | ?          | 6        | 0      | ?           | ?          |
| G. Corradini  | 31       | 0       | ?           | ?          | 3            | 0            | ?            | ?            | 4          | 0          | ?           | ?          | 38       | 0      | ?           | ?          |
| M. Crippa     | 29       | 1       | ?           | ?          | 5            | 0            | ?            | ?            | 4          | 0          | ?           | ?          | 38       | 1      | ?           | ?          |
| G. De Rosa    | 3        | 0       | ?           | ?          | -            | -            | -            | -            | -          | -          | -           | -          | 3        | 0      | 0+          | 0+         |
| M. Ferrante   | 4        | 0       | ?           | ?          | 3            | 2            | ?            | ?            | -          | -          | -           | -          | 7        | 2      | 0+          | 0+         |
| C. Ferrara    | 31       | 4       | ?           | ?          | 5            | 0            | ?            | ?            | 3          | 0          | ?           | ?          | 39       | 4      | ?           | ?          |
| D. Fonseca    | 31       | 16      | ?           | ?          | 5            | 2            | ?            | ?            | 4          | 6          | ?           | ?          | 40       | 24     | ?           | ?          |
| G. Francini   | 25       | 1       | ?           | ?          | 6            | 1            | ?            | ?            | 4          | 0          | ?           | ?          | 35       | 2      | ?           | ?          |
| G. Galli      | 32       | -49     | ?           | ?          | 6            | -3           | ?            | ?            | 4          | -3         | ?           | ?          | 42       | -55    | ?           | ?          |
| M. Mauro (II) | 10       | 0       | ?           | ?          | 3            | 0            | ?            | ?            | 3          | 0          | ?           | ?          | 16       | 0      | ?           | ?          |
| S. Nela       | 23       | 0       | ?           | ?          | 2            | 0            | ?            | ?            | -          | -          | -           | -          | 25       | 0      | 0+          | 0+         |
| F. Pari       | 13       | 0       | ?           | ?          | 3            | 0            | ?            | ?            | 4          | 0          | ?           | ?          | 20       | 0      | ?           | ?          |
| R. Policano   | 30       | 7       | ?           | ?          | 6            | 3            | ?            | ?            | 2          | 0          | ?           | ?          | 38       | 10     | ?           | ?          |
| G. Sansonetti | 2        | -1      | ?           | ?          | -            | -            | -            | -            | -          | -          | -           | -          | 2        | -1     | 0+          | 0+         |
| M. Tarantino  | 30       | 0       | ?           | ?          | 3            | 0            | ?            | ?            | 3          | 0          | ?           | ?          | 36       | 0      | ?           | ?          |
| J. Thern      | 27       | 0       | ?           | ?          | 3            | 0            | ?            | ?            | 4          | 0          | ?           | ?          | 34       | 0      | ?           | ?          |
| P. Ziliani    | 2        | 0       | ?           | ?          | -            | -            | -            | -            | -          | -          | -           | -          | 2        | 0      | 0+          | 0+         |
| G. Zola       | 33       | 12      | ?           | ?          | 6            | 2            | ?            | ?            | 4          | 0          | ?           | ?          | 43       | 14     | ?           | ?          |